# Homberg (Svizzera)
Homberg (toponimo tedesco) è un comune svizzero di 523 abitanti del Canton Berna, nella regione dell'Oberland (circondario di Thun).

## Società

### Evoluzione demografica
L'evoluzione demografica è riportata nella seguente tabella:
Abitanti censiti

## Economia

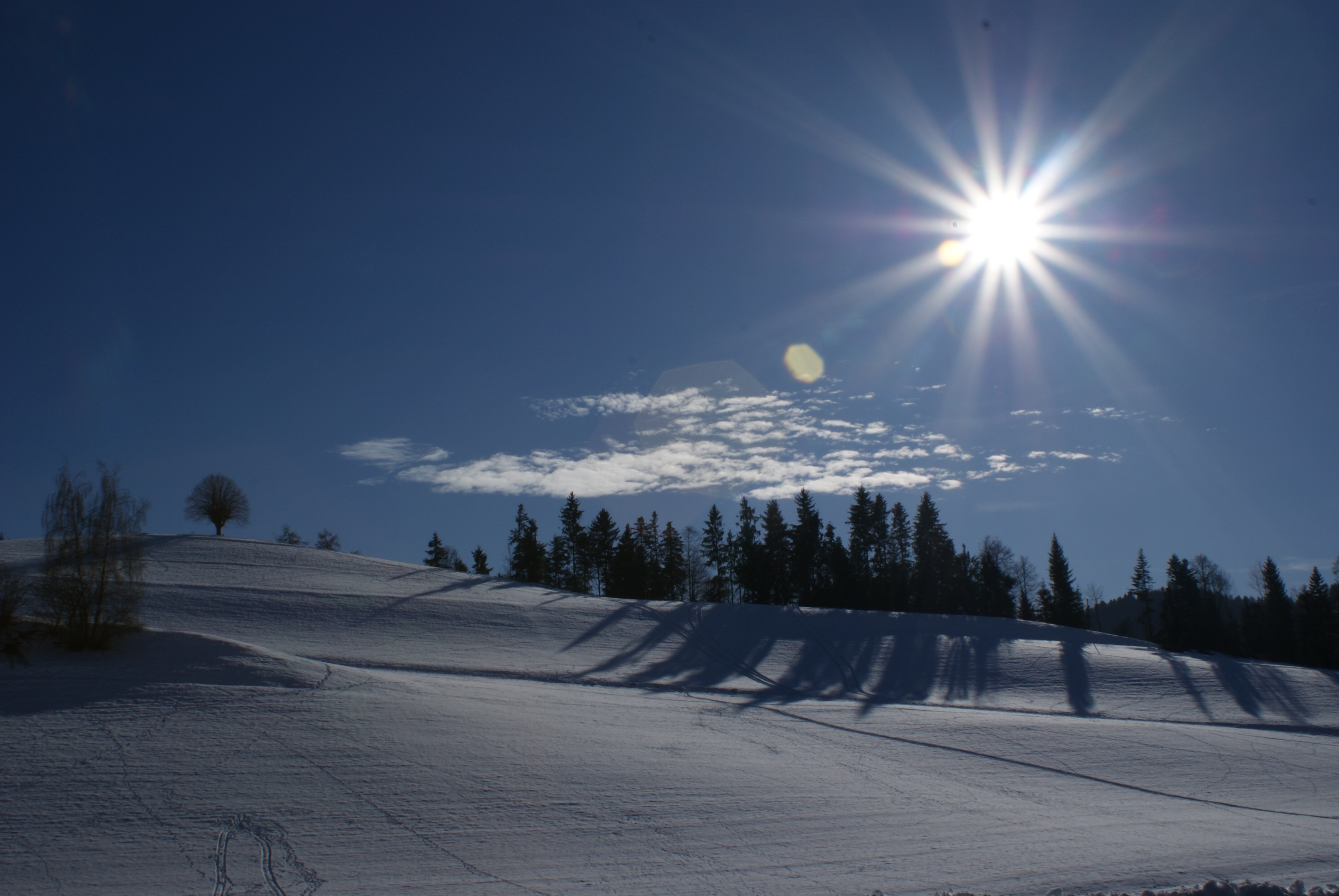
Piste da sci a Homberg

Homberg è una stazione sciistica attrezzata sia per lo sci alpino sia per lo sci nordico (trampolino per il salto con gli sci).

## Amministrazione
Ogni famiglia originaria del luogo fa parte del comune patriziale che ha la responsabilità della manutenzione di ogni bene ricadente all'interno dei confini del comune.